# Dona Raimunda
Raimunda Gomes da Silva conhecida como Dona Raimunda Quebradeira de Coco (Novo Jardim, 1940 – São Miguel do Tocantins, 7 de novembro de 2018), foi uma trabalhadora rural, líder comunitária e ativista política brasileira.

## Biografia
Conhecida internacionalmente, indicada ao Prêmio Nobel da Paz, homenageada pela ONU na Campanha Regional sobre a autonomia das mulheres rurais e indígenas da América Latina e do Caribe. 
Foi uma das fundadoras do Movimento Interestadual das Quebradeiras de Coco Babaçu (MIQCB), criado em 1991 e atuante nos estados do Pará, Tocantins, Piauí e Maranhão. 
Pela sua atuação na defesa dos direitos das mulheres trabalhadoras da região do Bico do Papagaio, recebeu o título de Doutora Honoris Causa da Universidade Federal do Tocantins e prêmios como o Diploma Mulher-Cidadã Guilhermina Ribeira da Silva, (Assembleia Legislativa do Tocantins) e o Diploma Bertha Lutz (Senado Federal). Foi indicada ao diploma Mulher-cidadã  Carlota Pereira de Queirós (Câmara dos Deputados)
Dona Raimunda faleceu na própria residência no povoado Sete Barracas, a cerca de oito quilômetros do município de São Miguel do Tocantins. la lutava contra diabetes e já tinha perdido a visão por causa da doença